# 拟螺距翠雀花
拟螺距翠雀花（学名：Delphinium bulleyanum）为毛茛科翠雀属下的一个种。

## 扩展阅读
- 維基物種上的相關：拟螺距翠雀花